# Список целлюлозно-бумажных заводов Сахалинской области
В данном списке приведены краткие данные о целлюлозно-бумажных заводах Сахалинской области.
| Название целлюлозно-бумажного завода | год основания | год ликвидации | примечания                                  |
| ------------------------------------ | ------------- | -------------- | ------------------------------------------- |
| «Долинский»                          |               |                | Осталась работать ТЭЦ                       |
| «Макаровский»                        | 1923          |                |                                             |
| «Поронайский»                        | 1936          |                |                                             |
| «Томаринский»                        | 1915          |                | осталась работать ТЭЦ                       |
| «Углегорский»                        | 1925          | 2005           |                                             |
| «Холмский»                           | 1919          | 2003           | производство бумаги остановлено в 1993 году |
| «Чеховский»                          | 1922          | 1996           |                                             |
| Корсаковская картонная фабрика       | 1914          |                |                                             |
| Южно-Сахалинский                     | 1917          | 1957           |                                             |